# Gwiazdy polskiej muzyki lat 80. (album Izabeli Trojanowskiej)
Gwiazdy polskiej muzyki lat 80. – album kompilacyjny Izabeli Trojanowskiej wydany w 2007 roku jako dodatek do gazety. Zawiera 14 przebojów z lat 80. Płyta pochodzi z kolekcji Dziennika i jest ósmą częścią cyklu "Gwiazdy polskiej muzyki lat 80.".

## Spis utworów
źródło:.
1. „Pieśń o cegle” – 2:59
2. „Sobie na złość” – 3:40
3. „Jestem twoim grzechem” – 5:54
4. „Mało siebie znam” – 4:55
5. „Na bohaterów popyt minął” – 4:21
6. „Układy” – 4:15
7. „Pytanie o siebie” – 4:03
8. „Nic za nic” – 4:25
9. „Karmazynowa noc” – 3:49
10. „Brylanty” – 3:36
11. „Czysty zysk" 3:57
12. „Obce dni” – 3:33
13. „Obejdzie się bez łez” – 4:03
14. „Nic naprawdę” – 4:39